# Wende (Bundesrepublik Deutschland)

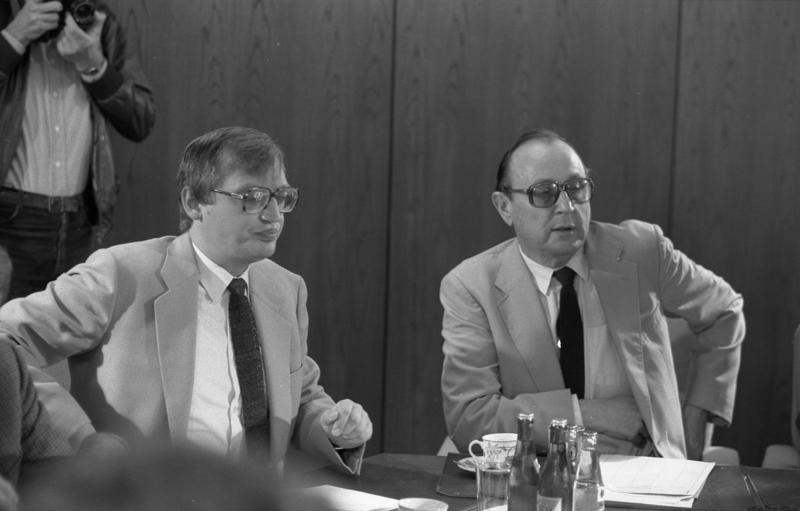
Das FDP-Präsidium im September 1982: Rechts der damalige Parteivorsitzende Hans-Dietrich Genscher, links der FDP-Politiker Günter Verheugen, der im Zuge der politischen Wende 1982 die FDP verließ und zur SPD wechselte

Wende (in den ersten Jahren auch Bonner Wende genannt) war ein Begriff für den Regierungswechsel in der Bundesrepublik Deutschland im Herbst des Jahres 1982.
Der Begriff wurde bereits im August 1981 vom damaligen Vizekanzler und Außenminister Hans-Dietrich Genscher erwähnt, als er in einem internen FDP-Papier das Land am Scheideweg sah und die Notwendigkeit einer Wende betonte. Bundeskanzler Helmut Schmidt machte ihm diese Worte in seiner letzten Regierungserklärung am 17. September 1982 zum Vorwurf und gab ihm die Hauptschuld am Koalitionsbruch; an diesem Tag waren die vier Minister der FDP zurückgetreten. Bereits eine Woche zuvor sorgte das sogenannte „Scheide-Papier“ des Wirtschaftsministers der sozialliberalen Koalition, Otto Graf Lambsdorff, für die endgültige Aufkündigung einer gemeinsamen Wirtschafts- und Sozialpolitik. Der am 1. Oktober neu gewählte Bundeskanzler Helmut Kohl benutzte dann den Begriff der „geistig-moralischen Wende“, die mit dem Regierungswechsel einhergehen sollte.
Bereits 1976 veröffentlichte der SPD-Politiker Erhard Eppler ein Werk mit dem Titel Ende oder Wende, in dem er kritisch über die westliche und deutsche Industriegesellschaft reflektiert und zu drastischen Veränderungen aufruft. Somit existierte der Begriff bereits vor der Verwendung durch Genscher und Kohl als Synonym für radikale politische Kurswechsel.

## Chronologie
- Am 9. September 1982 stellte Wirtschaftsminister Otto Graf Lambsdorff (FDP) in einem Schreiben an Bundeskanzler Helmut Schmidt ein Konzept für eine Politik zur Überwindung der Wachstumsschwäche und zur Bekämpfung der Arbeitslosigkeit[3] auf, das mit SPD-Positionen unvereinbar war.
- Am 17. September 1982 erklärte Helmut Schmidt in einer Rede vor dem Deutschen Bundestag, dass er das politische Vertrauen in seinen Koalitionspartner FDP verloren habe, und forderte die Opposition (CDU/CSU und FDP) auf, das konstruktive Misstrauensvotum zu stellen. Schmidt hatte den Koalitionspartner FDP vorab über den Inhalt seiner Rede informiert und Hans-Dietrich Genscher hatte Schmidt mitgeteilt, dass er und die anderen drei FDP-Minister zurücktreten würden.
- Am 26. September 1982 erhielt die FDP bei der Landtagswahl in Hessen nur 3,1 Prozent (nach 6,6 Prozent bei der vorherigen Wahl) und scheiterte in Hessen erstmals seit 1946 an der 5-Prozent-Hürde.
- Am 1. Oktober 1982 stürzten die FDP und CDU/CSU in einem konstruktiven Misstrauensvotum[4] die Regierung von Helmut Schmidt und wählten Helmut Kohl zum Bundeskanzler. Er erhielt 256 von 279 möglichen Stimmen der neuen Koalition und damit sieben Stimmen mehr als für seine Wahl erforderlich.[5] Dieses Datum wurde später als eigentlicher Tag der Wende betrachtet.
- Am 10. Oktober 1982 musste die FDP auch nach den Landtagswahlen in Bayern zum zweiten Mal seit 1946 den Landtag verlassen (Absturz von 6,2 auf 3,5 Prozent); in Hamburg ging ihr Stimmenanteil bei den Bürgerschaftswahlen am 19. Dezember 1982 von 4,9 auf 2,6 Prozent zurück. Ähnliche Stimmverluste gab es bei den Wahlen in Rheinland-Pfalz am 6. März 1983 (von 6,4 auf 3,5 Prozent) und in Schleswig-Holstein am 13. März 1983 (von 5,7 auf 2,2 Prozent). Viele ehemalige FDP-Wähler empfanden den Koalitionsbruch offenbar als Verrat und bestraften die FDP dafür auf Landesebene.
- Am 28. November 1982 gründeten in Bochum aus der FDP ausgetretene Gegner der Wende die Partei Liberale Demokraten (LD).
- Kohl wollte den Regierungswechsel möglichst bald vom Wahlvolk bestätigen lassen. Um eine Neuwahl zu erreichen, stellte er am 17. Dezember 1982 im Bundestag die Vertrauensfrage. Durch Stimmenthaltung der meisten Abgeordneten der Regierungskoalition wurde ein negatives Ergebnis erzielt. Noch am selben Tag schlug Kohl dem Bundespräsidenten Karl Carstens vor, den Deutschen Bundestag aufzulösen.
- Carstens löste am 7. Januar 1983 den Bundestag auf und legte den 6. März 1983 als Termin der Bundestagswahl 1983 fest.[6] Die Klage einiger Bundestagsabgeordneter wegen Missbrauchs der Vertrauensfrage wurde vom Bundesverfassungsgericht am 16. Februar 1983 abgewiesen.[7]
- Die Bundestagswahl am 6. März 1983 brachte der Union 48,8 und der FDP 7,0 Prozent, so dass eine CDU/CSU-FDP-Koalition über eine deutliche Mehrheit im Bundestag verfügte.

## Ursachen der Wende
Obwohl die Union bei der Bundestagswahl 1976 mit 48,6 Prozent der Stimmen ein hervorragendes Ergebnis erzielte, reichte dies nicht für einen Kanzlerwechsel aus, da die FDP, auf die Union wie SPD mangels absoluter Mehrheiten als Koalitionspartner angewiesen waren, vor der Wahl eine Koalitionsaussage zugunsten der SPD getroffen hatte.
SPD-Bundeskanzler Helmut Schmidt erreichte durch sein Krisenmanagement der RAF-Terroranschläge hohe Sympathiewerte. Dies war einer der Gründe dafür, dass die SPD ihr gutes Wahlergebnis von 42,6 Prozent (1976) im Jahr 1980 nochmals leicht auf 42,9 Prozent steigern konnte. Bis heute ist es das zweitbeste SPD-Ergebnis bei einer Bundestagswahl.
Gleichzeitig wurde jedoch die innerparteiliche Kritik an Schmidt immer lauter. Grund dafür war vor allem sein Ziel, den umstrittenen NATO-Doppelbeschluss umzusetzen, was eine weitere Stationierung von Atomwaffen in Deutschland bedeutete. Dies brachte ihm besonders im linken Flügel der SPD erhebliche Kritik ein. Schmidt verlor durch sein Festhalten daran nach und nach an Rückhalt innerhalb der eigenen Partei. So lehnte unter anderem der damalige SPD-Parteivorsitzende Willy Brandt die Politik ab, die zum NATO-Doppelbeschluss führte. Wortführer dieser innerparteilichen Opposition waren Erhard Eppler und Oskar Lafontaine.
Nachdem sich der SPD-Parteitag im Frühjahr 1982 für Steuererhöhungen ausgesprochen hatte, die jedoch von der FDP abgelehnt wurden, verschärften sich im Bereich der Wirtschaftspolitik die Differenzen zwischen den Koalitionspartnern.
Auf der anderen Seite hatte in der Union Helmut Kohl seine innerparteiliche Position gestärkt, als er einer Kandidatur von Franz Josef Strauß bei der Bundestagswahl 1980 zustimmte. Mit dem Kandidaten Strauß verlor die Union im Vergleich zur Vorwahl rund vier Prozent und erzielte mit 44,5 Prozent ein deutlich schlechteres Ergebnis als Kohl vier Jahre zuvor. Damit waren die Machtansprüche von Strauß gebrochen, der sich danach wieder auf die bayerische Landespolitik konzentrierte.
In dieser Konstellation fanden nach Angaben des damaligen CDU-Generalsekretärs Heiner Geißler in den Jahren 1981 und 1982 Gespräche zwischen CDU und FDP statt, um die FDP zu einem Koalitionswechsel zu bewegen.
Als Helmut Schmidt im Sommer 1982 erkannte, dass die Koalition nicht mehr zu retten war, beauftragte er seinen Wirtschaftsminister Otto Graf Lambsdorff (FDP), ein „Konzept für eine Politik zur Überwindung der Wachstumsschwäche und zur Bekämpfung der Arbeitslosigkeit“ auszuarbeiten. Dieses Konzept enthielt eine Reihe von Elementen, die für die SPD unannehmbar waren. Dieses Papier wurde später als „Scheidepapier“ bekannt.

## Abgeleitete Begriffe
Als Wendebrief ging ein Rundschreiben an die FDP-Mitglieder vom 20. August 1981 in die Geschichte ein: Darin verlangte der FDP-Bundesvorsitzende Hans-Dietrich Genscher in einem Brief an die FDP-Mitglieder eine Wende. Indirekt wurde damit die SPD angesprochen. Der Text wurde als Aufforderung zum Koalitionsbruch verstanden.
Wendepapier wurde später das Schreiben von Otto Graf Lambsdorff vom 9. September genannt.
Als Wendekanzler wurde Helmut Kohl bezeichnet – vorwiegend ironisch von seinen politischen Gegnern, als die versprochene „geistig-moralische Wende“ ausblieb.
Wegen seiner Rolle als „Zünglein an der Waage“ sowie gleichzeitig in Anspielung an seine großen Ohren, die an die Zeichentrickfigur Wendelin erinnern, bekam Hans-Dietrich Genscher den Spitznamen Wendelin. Ebenso war vom (gemeinen) Wahl- und Wende-Genscherich die Rede, in Anlehnung an Pflanzennamen, bei denen die häufigster Art gemein genannt wird (vgl. z. B. Gemeiner Beifuß (Artemisia vulgaris)).

## Tonträger
- Ich bin Kohl, mein Herz ist rein: Die Platte zur Wende. mit Elke Heidenreich, Thomas Freitag, Stephan Wald u. a. 1984, Produktion: Günter Walter, Regie: Volker Kühn